# Trichilia breviflora
Trichilia breviflora är en tvåhjärtbladig växtart som beskrevs av Blake & Standley. Trichilia breviflora ingår i släktet Trichilia och familjen Meliaceae. Inga underarter finns listade i Catalogue of Life.